# Campamento Lakebottom
Campamento Lakebottom (en inglés: Camp Lakebottom) es una serie de televisión canadiense de dibujos animados creada por los escritores estadounidense Eric Jacobson y Betsy McGowen producida por 9 Story Entertainment, primero se estrenó en Teletoon el 4 de julio de 2013. Después se estrenó en Estados Unidos en Disney XD el 13 de julio de 2013.
El 7 de abril de 2014, Teletoon renovó la serie para una segunda temporada con otros 26 episodios. El 1 de abril de 2016, el show fue renovado para una tercera temporada.
Se estrenó en España el 16 de septiembre de 2013 en Disney Channel y por Disney XD el 10 de noviembre de 2013.

## Argumento
McGee, un niño que decide pasar sus vacaciones de verano en el Campamento Sonrisas, sin agradarle mucho la idea que de su hermana mayor Suzy viaje con él, pero una broma de parte de Jordan Buttsquat, su enemigo principal y de su hermana Suzy, hace que el destino de McGee se vea afectado llevándolo a otro campamento que está delimitado por un gran río, el Campamento Lakebottom. McGee al parecer no está sólo pues con él, Gretchen y Squirt, dos niños que al igual decidieron pasar sus vacaciones ahí, se adentrarán con él en el campamento. Aventuras sobrenaturales tendrán que pasar éste trío de amigos, claro, sin olvidar que deben defender el Campamento de Suzy y Buttsquat quiénes a toda costa quieren destruirlo para que el Campamento Sonrisas sea el mejor.

## Personajes
- McGee (voz por Scott McCord): Descrito como un temerario y autor intelectual de 12 años, McGee es un buscador de emociones cuya curiosidad a menudo lo lleva a actuar antes de pensar. Tiene la costumbre de ignorar las advertencias de los consejeros y como resultado, constantemente se mete en problemas a sí mismo y a sus amigos, pero es su mente ansiosa la que siempre los saca de regreso también. Esto lo ha llevado a desarrollar el eslogan "Debería haber pensado en eso". De todos los campistas, él es el más intrigado y tolerante de Camp Lakebottom, fascinado por todas sus fuentes potenciales de diversión y aventura. Es un autoproclamado maestro de las bromas, como se revela en "Pranks for Nothing", pero sus bromas son bastante flojas. Su némesis es Buttsquat.
- Gretchen (voz por Melissa Altro): Ella es una chica de 12 años que se describe como cualquier cosa menos "dulce azucarada"; ella es sardónica e indiferente con todo. Su falta de entusiasmo se compensa con su lengua aguda y crítica. Con un cinturón negro en karate y una intolerancia hacia las malas acciones, Gretchen no es una chica con la que meterse. Su némesis es Suzi. Sin embargo, debajo del duro exterior tiene un gran corazón y secretamente desea poder ser como cualquier chica normal (aunque nunca revelaría esto). Su frase es "¿Crees?" generalmente le dice a McGee cuando un plan se ha ido y él señala lo obvio. Se revela que tiene una severa fobia a las ardillas en "Cheeks of Dread". Su padre la llama "Gretchikins" y su madre la llama "Gretchywetchy". Gretchen es apodada "The Gretch" y sus padres tienen el apellido Gritcherson.
- Squirt (voz por Darren Frost): el mejor amigo de McGee. Siempre es alegre y amigo de todos los seres vivos, incluso si están tratando de matarlo. Se ha hecho amigo de casi todos los monstruos que pisen Camp Lakebottom. Si bien su omnibenevolencia a veces es útil para lidiar con los monstruos que aparecen constantemente, su ignorancia a menudo lo hace susceptible al control de varios villanos, el ejemplo más destacado es "Mindsuckers From the Depths", donde una sanguijuela gigante malvada se adhiere a su cabeza y la mente lo controla. En "Late Afternoon of the Living Gitch" se revela que ha usado el mismo par de ropa interior toda su vida.
- Sawyer (voz por Cliff Saunders): un zombi adorable, con una herramienta multipropósito que toma el lugar de su mano izquierda, que con frecuencia es una motosierra. Es uno de los consejeros del campamento y el que generalmente acompaña a los niños en sus aventuras. Como zombi, su cabeza y extremidades se caen constantemente, pero se pueden volver a unir. Se ha distanciado del estereotipo de que los zombis son monstruos sin sentido que tienen hambre de cerebro y ha revelado que tiene un corazón (literalmente, mientras lo saca de su pecho), ha prometido cuidar a los campistas humanos, y a menudo actúa como una figura de abuelo para ellos. Sirve como el hombre práctico del campamento, y ha construido inventos extraños a lo largo de la serie, incluido un Monstruo de Frankenstein en "Frankenfixer". En "Zombie Dearest", se revela que Sawyer tiene una madre zombi que actúa como un cerebro estereotípico comiendo zombi, a quien Sawyer abandonó por desafío a sus hábitos.
- Armand (voz por Adrian Truss): un sasquatch con pasión por las artes escénicas y sueña con convertirse en actor. Es otro de los consejeros del campo. Si bien suele ser muy amable, tolerante y bastante difícil de enojar, los raros casos en los que lo ha hecho han demostrado ser peligrosos para la seguridad de todos. El episodio "Marshmallow Madness" revela que tiene una fuerte adicción a los malvaviscos; será conducido a una ira imparable y llena de hambre si alguna vez se acerca a los manjares.
- Rosebud (voz por Jonathan Wilson): una mujer baja y amargada que se asemeja a un asesino en serie con acento alemán, que sirve como la cocinera del campamento y la consejera final. Ella se enorgullece de su cocina; sin embargo, sus comidas no solo no son comestibles, sino que frecuentemente amenazan la vida de los campistas. Es conocida por usar cualquier cosa sucia que logra encontrar como ingredientes en sus comidas. Squirt parece ser el único que disfruta de su cocina. Ella es la consejera más estricta y es menos tolerante con las payasadas de McGee, sin embargo, debajo de todo, ella tiene buenas intenciones. También se reveló en sus días de juventud, Rosebud solía ser una infame cazadora de monstruos para SMACK (Society of Monster Annihilation and Creature Kicking), pero renunció después de su amor por la cocina cuando conoció a Sawyer y Armand cuando le encargaron destruir a todos los monstruos en Lakebottom ya que descubrió que los monstruos aman su comida (aparte de Squirt).
- Jordan Buttsquat (voz por Carter Hayden): Buttsquat es el hijo rico mimado del dueño de "Camp Sunny Smiles" (el campamento rival de Lakebottom) y el némesis de McGee. Se desempeña como el principal antagonista de la serie, yendo constantemente al Campamento Lakebottom en un intento de destruir el campamento rival, o burlarse de las malas condiciones de vida de los Habitantes Inferiores al mostrar algunos artículos nuevos, elegantes y de alta tecnología disponibles en su campamento. Sin embargo, Buttsquat carece severamente en el departamento intelectual y McGee puede burlarlo cada vez, lo que lo llevará a decir la frase recurrente "Voy a vengarme". McGee ha salvado la vida de Buttsquat en las muchas ocasiones en que su enemigo ha sido amenazado por varios monstruos, pero nunca muestra gratitud después.
- Suzi (voz por Bryn McAuley): la hermana mayor de McGee, que es reina del certamen, y se convirtió en reina de "Sunny Smiles" en su primer día. Ella es la némesis de Gretchen, que le guarda rencor desde que venció a Gretchen en un concurso de belleza . Ella está enamorada de Buttsquat, y a menudo lo acompaña en sus planes para frustrar Lakebottom. Ella siempre se refiere a McGee como "Baby Bruv", y aunque los dos hermanos a veces discuten, generalmente se muestra que se cuidan el uno al otro. A pesar de tener menos intenciones malvadas que Buttsquat, hay varias ocasiones en las que se ha presentado como una amenaza y un peligro mucho más grandes para la seguridad de todos, ya que tiende a enredarse en uno de los monstruos o fenómenos sobrenaturales que han aparecido. Ejemplos de esto incluyen: "Stage Fright", donde usa mala suerte y convoca inadvertidamente un espíritu maligno que la posee y casi destruye el lago Bottom. Otro ejemplo es "28 Suzis Later", donde es clonada por un lodo místico, haciendo que el campamento sea invadido por clones Suzi.
- Fangosa (en inglés: Slimey): es una criatura parecida a un pulpo gigantesco que vive en el lago, y el personaje recurrente que aparece con más frecuencia en la serie. Si bien aterrorizó a los campistas en su primera aparición al agarrarlos y lanzarlos al aire, se revela que en realidad quiere jugar con ellos. Más tarde se hace muy buen amigo de los campistas, especialmente Squirt, y a menudo les proporcionará diversión lanzándolos al aire cuando están nadando para que puedan bucear. Él obedece a cualquiera de los consejeros, y con frecuencia ayudará a los campistas durante sus aventuras relacionadas con el lago. Solo se muestran sus tentáculos, por lo que se desconoce el aspecto de su cuerpo.

## Episodios
| Temporada | Temporada | Episodios | Canadá             | Canadá                | Latinoamérica         | Latinoamérica           | España                   | España                |
| Temporada | Temporada | Episodios | Comienzo           | Final                 | Comienzo              | Final                   | Comienzo                 | Final                 |
| --------- | --------- | --------- | ------------------ | --------------------- | --------------------- | ----------------------- | ------------------------ | --------------------- |
|           | 1         | 26 (52)   | 4 de julio de 2013 | 30 de octubre de 2014 | 28 de octubre de 2013 | 12 de noviembre de 2014 | 16 de septiembre de 2013 | 28 de junio de 2015   |
|           | 2         | 26 (52)   | 2 de marzo de 2015 | 15 de agosto de 2016  | 27 de febrero de 2015 | 6 de enero de 2017      | 12 de marzo de 2016      | 16 de agosto de 2016  |
|           | 3         | 13 (24)   | 3 de julio de 2017 | 24 de julio de 2017   | 5 de junio de 2017    | 6 de enero de 2018      | 2 de octubre de 2017     | 18 de octubre de 2017 |